# Мануел Санчис Мартинес
Мануел Санчи́с Марти́нес (на испански: Manuel Sanchís Martínez; 26 март 1938, Алберике – 28 октомври 2017, Мадрид) е испански футболист, защитник. Една от емблемите а испанския футбол. Играл за националния отбор на Испания. Баща му е Мануел Санчис Онтиюело.

## Футболна кариера
Санчис е роден в Алберике, Валенсия. Момчето с №2 на гърба и смъкнатите до глезените чорапи започва кариерата си като халф и крило в скромни отбори от региона на Валенсия, където е забелязан от „Барселона“. „Каталунците“ го привличат и го преотстъпват на сателита си „Кондал“. Впоследствие „Барса“ се откава от Санчис. На 23 години той се оказва във „Реал Валядолид“, който по онова време е в „Сегунда“. Още в първия си сезон и помага да се върне в „Примера“. Стига до „Реал (Мадрид)“ чак на 26 години, доста голяма рядкост по онова време. На 7 февруари 1965 г. дебютира с белия екип при победата с 3:0 като гост над „Валенсия“. Остава на „Бернабеу“ до лятото на 1971 като през цялото това време е неизменно титуляр и всеки сезон печели трофей с изключително значение. С „Реал“ играе в четири шампионата на „Ла Лига“ за 5 години, а също така и в КЕШ през 1966 г. Излиза като титуляр в легендарния финал срещу югославския Партизан (Белград), когато Реал стана шампион на Европа само с испанци в състава. година по-късно се ражда първородния мму син Мануел, който след време ще бъде капитан а Реал, записвайки 710 мача за първия отбор (трети по този показател в цялата история на клуба). Завършва кариерата си в „Кордоба“.
Въпреки че е защитник с много добра техника, той изпъква с неизчерпателната си енергия. Бе един от първите в „Примера“, които нарушиха неписаното правило, че бековете не трябва да минават центъра.
Санчис играе 11 мача за националния отбор на Испания и представлява Испания на Мондиал 1966. В груповия етап тръгва от собственото си наказателно поле за да отбележи първия гол (който се оказва и единствен за националната гарнитура) за победата с 2:1 над Швейцария.
Като треньор води юношите на Реал и дублиращия тим, „Тенерифе“ и националния отбор на Екваториална Гвинея и няколко по скромни испански тима.
Санчес е един от тримата носители на КЕШ, чийто син също е печелил турнира.
Умира на 28 октомври 2017 г. на 79-годишна възраст.

## Успехи
„Реал Мадрид“
Ла лига:
- Шампион на Испания (4): 1964/65, 1966/67, 1967/68, 1968/69

 КЕШ:
- Носител (1): 1965/66

Купа на краля
- Носител (1): 1969/70